# Chenoise
Chenoise foi uma comuna francesa localizada na região administrativa da Île-de-France, no departamento Sena e Marne. A comuna possuia 1108 habitantes segundo o censo de 1990.
Em 1 de janeiro de 2019, passou a formar parte da nova comuna de Chenoise-Cucharmoy.